# Meizhou
Meizhou (chinois : 梅州市 ; pinyin : méizhōu shì) est une ville-préfecture de l'est de la province du Guangdong en Chine. On y parle le dialecte de Meizhou du hakka.

## Histoire
Le nom de Meizhou (梅州, méizhōu) vient du nom de la rivière Mei (梅江, méijiāng) qui la traverse et qui vient lui-même de la fleur de prunier (mei, 梅, méi).
Meizhou existe comme préfecture sous différentes appellations : Jingzhou sous la dynastie des Han du Sud (917 – 971), puis Meizhou sous la dynastie des Song du Nord (960 – 1127), puis Jiaying sous la dynastie Qing (1644 – 1911) et la République de Chine, puis à nouveau Meizhou en 1988. C'est maintenant une ville historique et culturelle réputée.

## Géographie
La zone de Meizhou est située au nord-est de la province du Guangdong, en bordure de la province de Fujian au nord-est, et de la province du Jiangxi au nord-ouest.
La zone de Meizhou est d'une structure géologique complexe, formée essentiellement de granite, de rochers jaillissants, de roches métamorphiques, de schistes, de grès, de roches rouges et de calcaire.

## Subdivisions administratives
La ville-préfecture de Meizhou exerce sa juridiction sur huit subdivisions - un district, une ville-district et six xian :
- le district de Meijiang - 梅江区 Méijiāng Qū ;
- la ville de Xingning - 兴宁市 Xīngníng Shì ;
- le xian de Dabu - 大埔县 Dàbù Xiàn ;
- le xian de Fengshun - 丰顺县 Fēngshùn Xiàn ;
- le xian de Jiaoling - 蕉岭县 Jiāolǐng Xiàn ;
- le xian de Mei - 梅县 Méi Xiàn ;
- le xian de Pingyuan - 平远县 Píngyuǎn Xiàn ;
- le xian de Wuhua - 五华县 Wǔhuá Xiàn.

## Administration
Le gouvernement municipal, la Cour intermédiaire, les bureaux de la sécurité et le siège local du Parti communiste chinois (PCC) sont situés dans le quartier de Jiangnan (江南, jiāngnán, « Sud du fleuve »), sur la rive droite du fleuve Meijiang (梅江, méijiāng). Le deuxième quartier est Jiangbei (江北, jiāngběi, « Nord du fleuve ») sur la rive gauche. Les deux zones urbaines sont reliées par de nombreuses ponts routiers et piétons.
Les deux districts sont en fait des sous-districts du district de Meijiang (梅江区, méijiāng qū).
| Map | Map                  | Map    | Map           | Map                    | Map              | Map            |
| --- | -------------------- | ------ | ------------- | ---------------------- | ---------------- | -------------- |
|     |                      |        |               |                        |                  |                |
| #   | Nom                  | Hanzi  | Hanyu Pinyin  | Population (est. 2003) | Superficie (km²) | Densité (/km²) |
| 1   | District de Meijiang | 梅江区 | Méijiāng Qū   | 310,000                | 323              | 960            |
| 2   | Xingning             | 兴宁市 | Xīngníng Shì  | 1,130,000              | 2,104            | 537            |
| 3   | Xian de Mei          | 梅县   | méi xiàn      | 610,000                | 2,754            | 221            |
| 4   | Xian de Dabu         | 大埔县 | dàbù xiàn     | 520,000                | 2,470            | 211            |
| 5   | Xian de Fengshun     | 丰顺县 | fēngshùn xiàn | 670,000                | 2,710            | 247            |
| 6   | Xian de Wuhua        | 五华县 | wǔhuá xiàn    | 1,200,000              | 3,226            | 372            |
| 7   | Xian de Pingyuan     | 平远县 | píngyuǎn xiàn | 250,000                | 1,381            | 181            |
| 8   | Xian de Jiaoling     | 蕉岭县 | jiāolǐng xiàn | 220,000                | 957              | 230            |

## Économie
Vu la structure géologique, Meizhou est riche en 48 sortes de ressources minérales : charbon, fer, calcaire, argile, argiles rares, dont argile à porcelaine. Les réserves en manganèse y sont les plus importantes de la province.
Meizhou dispose aussi de beaucoup de ressources en eau, d'eau de sources thermales, et d'eaux minérales certifiées.
Les ressources du tourisme sont importantes : sites culturels historiques construits pendant la dynastie Tang, anciennes résidences de personnalités célèbres, paysages naturels de toutes sortes, et sites culturels Hakka uniques.

## Transports
Meizhou est un nœud de communication pour les trois provinces (Guangdong, Fujian, Jiangxi), entre le littoral et l'intérieur :
- transport fluvial, sur la rivière Han Mei, vers Chaozhou et Shantou,
- routes 205 et 206,
- lignes ferroviaires Guangzhou-Meizhou-Shantou (zh), et la ligne à grande vitesse Meizhou-Kanshi (zh) (250 km/h).
- autoroute G25 et G78, et routes express,
- aéroport relié à Guangzhou (Canton) et Hong Kong,

## Culture locale
Meizhou est considérée comme le noyau de la langue hakka, au même titre que les comtés voisins de Mei et de Dabu.
Les Hakkas forment un groupe ethnique unique de Chinois Han, originaire de la région du fleuve Jaune, qui a migré vers le sud il y a des siècles, pour fuir le chaos de la guerre. L'hostilité envers ces nouveaux immigrants par les habitants de la région en poussa de nombreux à s’installer dans les régions montagneuses du Guangdong.
La tradition migratoire s'est poursuivie avec la diaspora hakka dans les zones les plus reculées du monde. Beaucoup de gens de Meizhou ont émigré au cours du XXe siècle, pour gagner de l'argent, pour leurs familles, et pour construire ou reconstruire leurs villages à leur retour.
La zone montagneuse de Meizhou offre de nombreux paysages pittoresques, avec un air pur. Gravir la montagne, dans la végétation, pour atteindre le jardin de thé Yannanfei, « marcher dans les nuages », et savourer le thé…
La culture Hakka comporte également une forme de musique folklorique, avec chansons.

## Éducation
Meizhou, attachée à la culture et à l'éducation depuis les temps anciens, dispose d'établissements d'enseignement supérieur.

## Culte
- La cathédrale catholique de la Sainte-Famille est le siège du diocèse de Meixian, suffragant de l'archidiocèse de Canton.

## Personnalités
- Huang Zunxian, diplomate et réformiste.
- Li Jinhua, poète moderne.
- Lin Fengmian, peintre moderne, professeur de Chu Teh-Chun.
- Ye Jianying, maréchal.

## Alimentation et gastronomie
Dès octobre, les vergers des villages regorgent de pomelos.
La cuisine Hakka est renommée, par exemple, pour son poulet au sel cuit au four, Yong foo tau (tofu farci à la viande).

### Liens externes

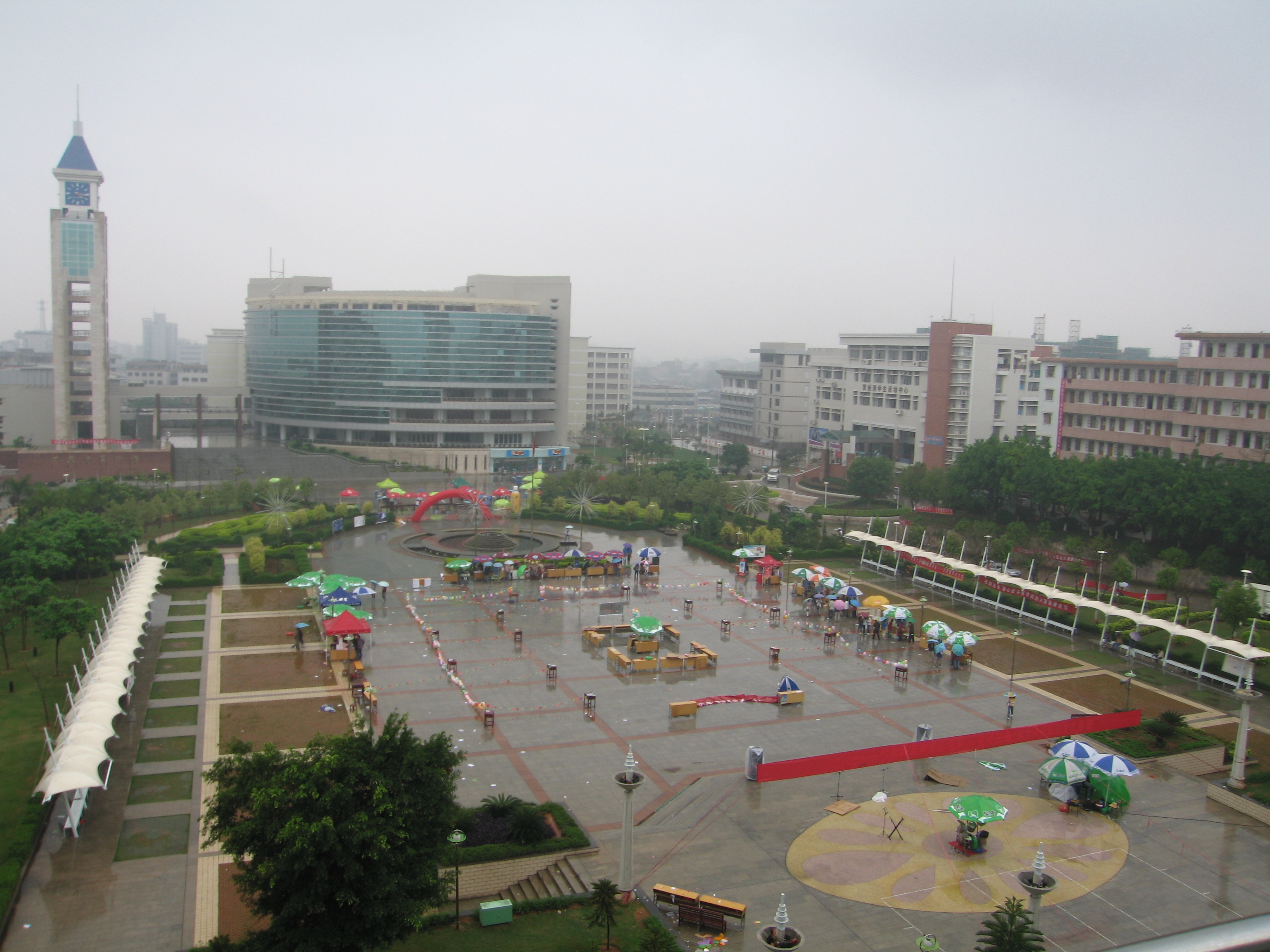
Une vue de Meizhou